# Jean Breittmayer
Le lieutenant de vaisseau Jean Breittmayer, né le 28 novembre 1895 à Bordeaux (Gironde) et mort le 3 octobre 1928 au large de Vigo, était un officier de la Marine française, issu de l'École navale (promotion 1916). Il a disparu en mer avec le bâtiment qu'il commandait, le sous-marin Ondine, et tout son équipage, lors d'un abordage accidentel par le cargo grec Aikaterini Goulourdis.